# Homoneura grammonota
Homoneura grammonota är en tvåvingeart som först beskrevs av Speiser 1924.  Homoneura grammonota ingår i släktet Homoneura och familjen lövflugor. Inga underarter finns listade i Catalogue of Life.